# Telèmetre estadimètric

Mira estadimètrica en un visor estadimètric

Un telèmetre estadimètric és un instrument òptic que permet calcular distàncies mitjançant la comparació d'un objecte de mida coneguda, amb una escala coneguda a l'instrument. L'estadimètric (etimològicament, «mesurador d'estàdia») és el dispositiu dins d'un bisell que es compara amb l'objecte observat.

## D'angle fix

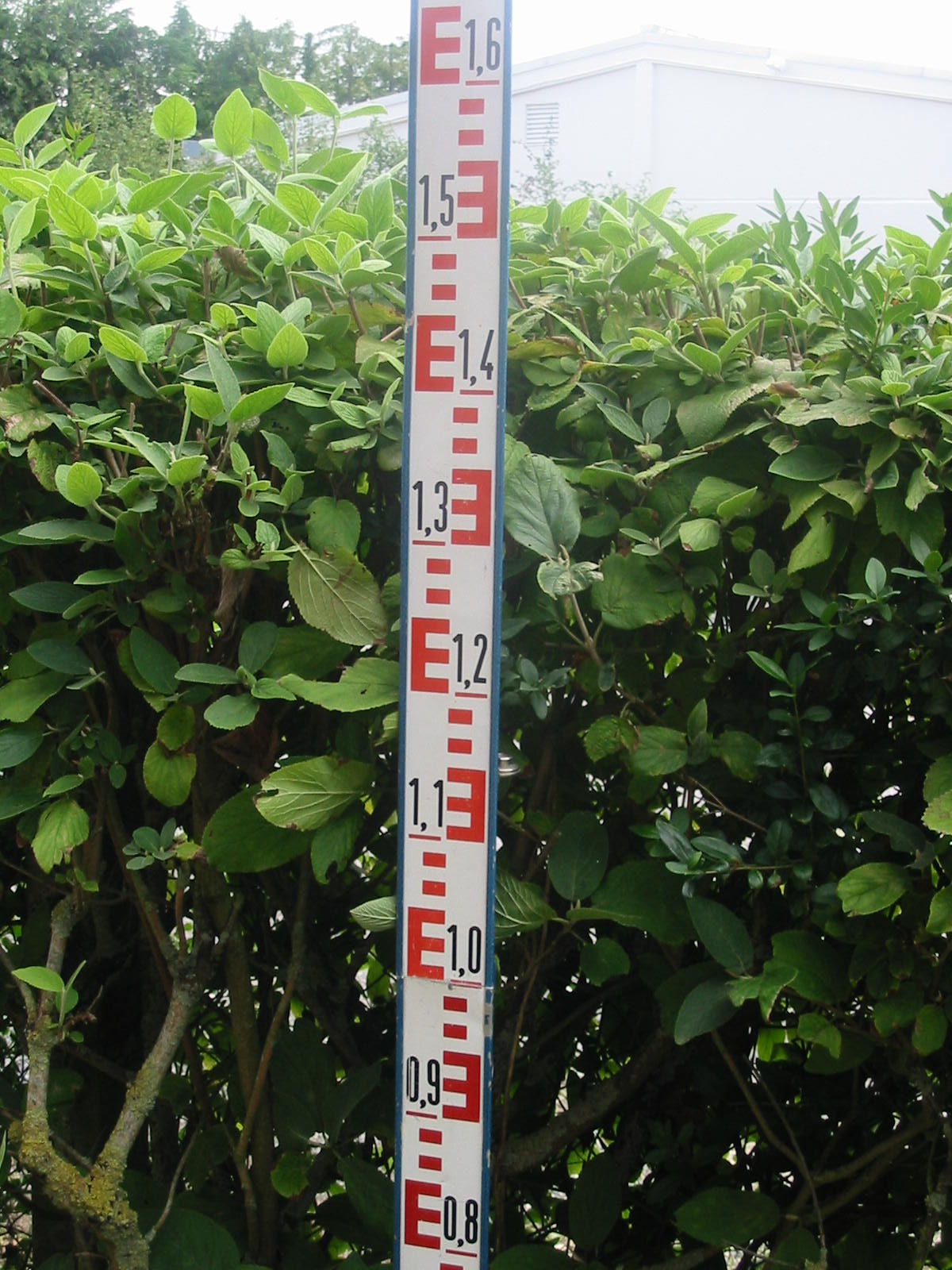
Mira estadimètrica

En les ulleres topogràfiques (teodolits o nivells) l'angle, fix, està representat per tres fils de la retícula. S'observa per la mira topogràfica i s'anoten les tres mesures que donen la distància.

## D'angle variable

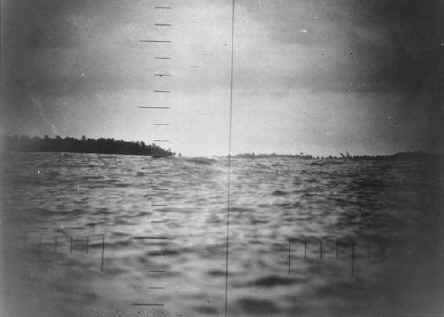
Graduacions (en comparació amb la vegetació) per avaluar la distància de l'illa Makin durant una batuda de la USS Nautilus (SS-168), 17-18 d'agost de 1942

Els telèmetres estadimètrics es troben, per exemple, en el periscopi d'un submarí: coneixent la mida dels objectes observats (naus, edificis o relleu del terreny), amb les graduacions es pot avaluar la distància. Els jugadors de golf també utilitzen telèmetres estadimètrics amb l'altura de les banderes com a referència.

## Sistema D
Un excursionista, un militar o un corredor d'orientació també pot avaluar mitjançant la comparació de les distàncies dels elements del paisatge (pals, torres de construcció...) amb un element del seu propi cos. Per exemple, el gruix d'un dit polze amb el braç estès correspon a una persona de 1.80 metres a 50 metres; és una aplicació del teorema de Tales.